# Now That's What I Call Music!
『Now That's What I Call Music!』（ナウ・ザッツ・ホワット・アイ・コール・ミュージック！）は、1983年にヴァージン・レコード（現ユニバーサル・ミュージック）とEMI（現ソニー・ミュージック）がイギリスとアイルランドで発売した、様々なアーティストの最新ヒット曲を集めたコンピレーション・アルバム・シリーズである。翌年、南アフリカを皮切りに各国でスピンオフ・シリーズが始まり、1993年には日本、1998年にはアメリカなど、世界各国で展開されている。
2024年にはミュージカル化された。

## 解説
このシリーズのコンセプトは、イギリスの実業家リチャード・ブランソンが創業したヴァージン・レコードの、当時のライセンス・ビジネス部門の責任者スティーブン・ナビンとゼネラル・マネージャーのジョン・ウェブスターによって考案された。このアイデアはブランソンの従兄弟でマネージング・ディレクターのサイモン・ドレイパーに伝えられ、さらにEMIレコードのマネージング・ディレクターのピーター・ジェイミソンに伝えられた。ジェイミーソンも同様なコンピレーションの発売を計画していたため、直ちに提携に同意した。最近のヒット曲を1枚にまとめてリリースするというコンセプトは新しいものではなかったが、2つの主要レコード会社が共同でこのような事業を行ったのは初めてのことだった。ヴァージンはEMIが契約に合意することで、より多くの大ヒット曲を収録することができた。
このシリーズのタイトルは、鶏の歌声を聞きながら「Now That's What I Call Music（それこそまさしく音楽だ）」と言っている豚の姿を描いた1920年代のデンマーク産ベーコンの広告ポスターから取ったものである。このポスターは、ブランソンがドレイパーのために購入したもので、ヴァージン・レコードのオフィスで彼の机の後ろに飾られていた。この豚はシリーズのマスコットとなり『Now 3』から『Now 5』まではジャケットのアートワークに登場した。なお、1990年4月リリースの『Now 17』まではタイトルに「！」は付いていなかった。その後『Now 18』『Now 19』で「Now」の後に付き、1991年11月リリースの『Now 20』から現在のように「Music」の後に付けられるようになった。
『Now』の第1弾は1983年11月28日に、その年にイギリスでヒットしたシングル30曲を2枚組のLPやカセットに収録し発売された。このアルバムは従来のコンピレーションにはない、まさに『今ヒットしている曲』をレーベルを超えて集めるというコンセプトで爆発的にヒットし、全英1位を獲得した。この成功はレコード市場に大きな影響を与え、CBSとWEAによる『The Hit Album』（1984）やMCAとクリサリスによる『Out Now!』（1985）など様々なアーティストのヒット曲を集めたコンピレーション・アルバムが続々とリリースされた。そのためイギリスのアルバム・チャートの大部分を占めるようになり、従来のチャートを単一のアーティストによるリリースに限定するために、1989年に独立した「コンピレーション・チャート」が新たに作られた。
1984年3月に発売された第2弾もヒットし、それ以降は年に2～3枚のペースでリリースされた。1992年以降は、3月下旬から4月上旬頃に1枚、7月下旬頃に1枚、11月下旬頃に1枚と、年に3枚のペースでリリースされるようになった。2023年8月現在、スピンオフや特別版は含まない「メインシリーズ」のアルバムだけで115枚となっている。シリーズを通して2枚組のアルバム形式を踏襲しており、現在ではCDの容量を活用して2枚のディスクに40～46曲を収録している。
リリース開始35周年を迎えた2018年からCDによる「復刻」シリーズが始まったが、Ⅰ、Ⅱを除き、版権の関係で収録されていない曲がある。

## 販売形態
現在まで続く2枚組CDで販売されたのは、1987年11月リリースの『Now 10』からである。それ以前は2枚組アナログLPと2本組カセットテープのみでのリリースだった。アナログLPは1996年11月リリースの『Now 35』まで、カセットテープは2006年7月リリースの『Now 64』まで続いた.。1999年7月リリースの『Now 43』からは2枚組ミニディスクでも販売が始まり、2001年4月リリースの『Now 48』まで続いた。2005年11月リリースの『Now 62』からはiTunes Storeでデジタルダウンロード販売が始まり、2019年7月リリースの『Now 103』まで続いた。
またミュージックビデオ版もリリースされ、VHSテープは『Now 1』から『Now 20』まで、レーザーディスクは『Now 1』『Now 2』で、『Now 3』『Now 6』はベータマックスでも発売された。

## 日本版『Now』
日本版の『Now』は東芝EMIから1993年12月に発売された。ただし収録曲は東芝EMIの所有している洋楽の楽曲のみで、ヒットチャートに登場した曲以外にも日本国内のテレビCM等のタイアップ曲が収録された。この当時、日本のコンピレーション・アルバムの主な目的として「自社の保有する音源の有効活用」であったため、レコード会社をまたいだコンピレーション・アルバムはほとんど存在しなかった。このアルバムは累計で100万枚ほどを売り上げたとされ、以降は外国の大物アーティストたちからのコンピレーション・アルバム収録への許諾が得やすくなったとされる。
1994年11月リリースの『NOW2』ではポリグラムが加わったが、『NOW3』以降はEMIグループ傘下のレーベル中心の構成となっている。なお、2002年以降はレギュラーでのリリースは行われていない。
また、他国版と違ってレギュラー以外にジャンル別の『Now』シリーズも多くリリースしている。1994年からクラシック版の『NOW CLASSICS』、1995年からジャズ版の『NOW JAZZ』、1996年からレゲエ版の『NOW REGGAE』、1998年からJ-POP版の『NOW JAPAN』がリリースされている。

### リリース状況

#### レギュラー・シリーズ
| タイトル | 発売日         | 販売形態 | カタログ番号 | 年間売上 | 年間ランキング | 備考                                           |
| -------- | -------------- | -------- | ------------ | -------- | -------------- | ---------------------------------------------- |
| NOW 1    | 1993年12月8日  | CD       | VJCP-25081   | 約84万枚 | 10位(洋楽1位)  | 再発盤（1999年4月9日:TOCP-65191）は1曲少ない。 |
| NOW 2    | 1994年11月9日  | CD       | TOCP-8450    | 約26万枚 | 69位           |                                                |
| NOW 3    | 1995年11月8日  | CD       | TOCP-8750    |          |                |                                                |
| NOW 4    | 1996年6月19日  | CD       | TOCP-8950    |          |                |                                                |
| NOW 5    | 1996年11月7日  | CD       | TOCP-50050   |          |                |                                                |
| NOW 6    | 1997年6月11日  | CD       | TOCP-50227   |          |                |                                                |
| NOW 7    | 1997年11月7日  | CD       | TOCP-50368   |          |                |                                                |
| NOW 8    | 1998年6月24日  | CD       | TOCP-50588   |          |                |                                                |
| NOW 9    | 1998年12月2日  | CD       | TOCP-65030   |          |                |                                                |
| NOW 10   | 1999年11月26日 | CD       | TOCP-65350   |          |                |                                                |
| NOW 11   | 2000年12月6日  | CD       | TOCP-65654   |          |                |                                                |
| NOW 2001 | 2001年9月27日  | CD       | TOCP-65780   |          |                |                                                |

## 日本版以外の『Now』
- 『Now』シリーズのディスコグラフイを参照。